# Jonathan Bellis
Jonathan Bellis (* 16. August 1988 in Douglas (Isle of Man)) ist ein ehemaliger britischer Radrennfahrer.
Auf der Bahn wurde Bellis  2005 britischer Vizemeister in der Mannschaftsverfolgung. Im nächsten Jahr wurde er in Athen Junioren-Europameister in selbiger Disziplin. Bei der Weltmeisterschaft der Junioren belegte er den dritten Platz und wurde Vizeweltmeister im Punktefahren. Außerdem gewann er den UIV Cup in Amsterdam. In der Saison 2007 belegte er im Bahnrad-Weltcup in Manchester mit dem Team 100% Me den dritten Platz in der Mannschaftsverfolgung. Bei der Europameisterschaft in Cottbus gewann er in der U23-Klasse das Scratch-Rennen und die Mannschaftsverfolgung.
Auf der Straße gewann Bellis die Bronzemedaille im U23-Straßenrennen bei der Straßenweltmeisterschaften 2007. Er fuhr ab September 2008 als Stagiaire für das UCI ProTeam Team CSC-Saxo Bank und anschließend bis Ende der Saison 2012 mit regulärem Vertrag.
Bellis beendete seine Radsportlaufbahn nach Ende der Saison 2014.

## Erfolge
2006
- Europameister – Mannschaftsverfolgung (Junioren)

2007
- Europameister – Mannschaftsverfolgung (U23)
- Europameister – Scratch (U23)
- Weltmeisterschaft – Straßenrennen (U23)